# Виндишгрецы

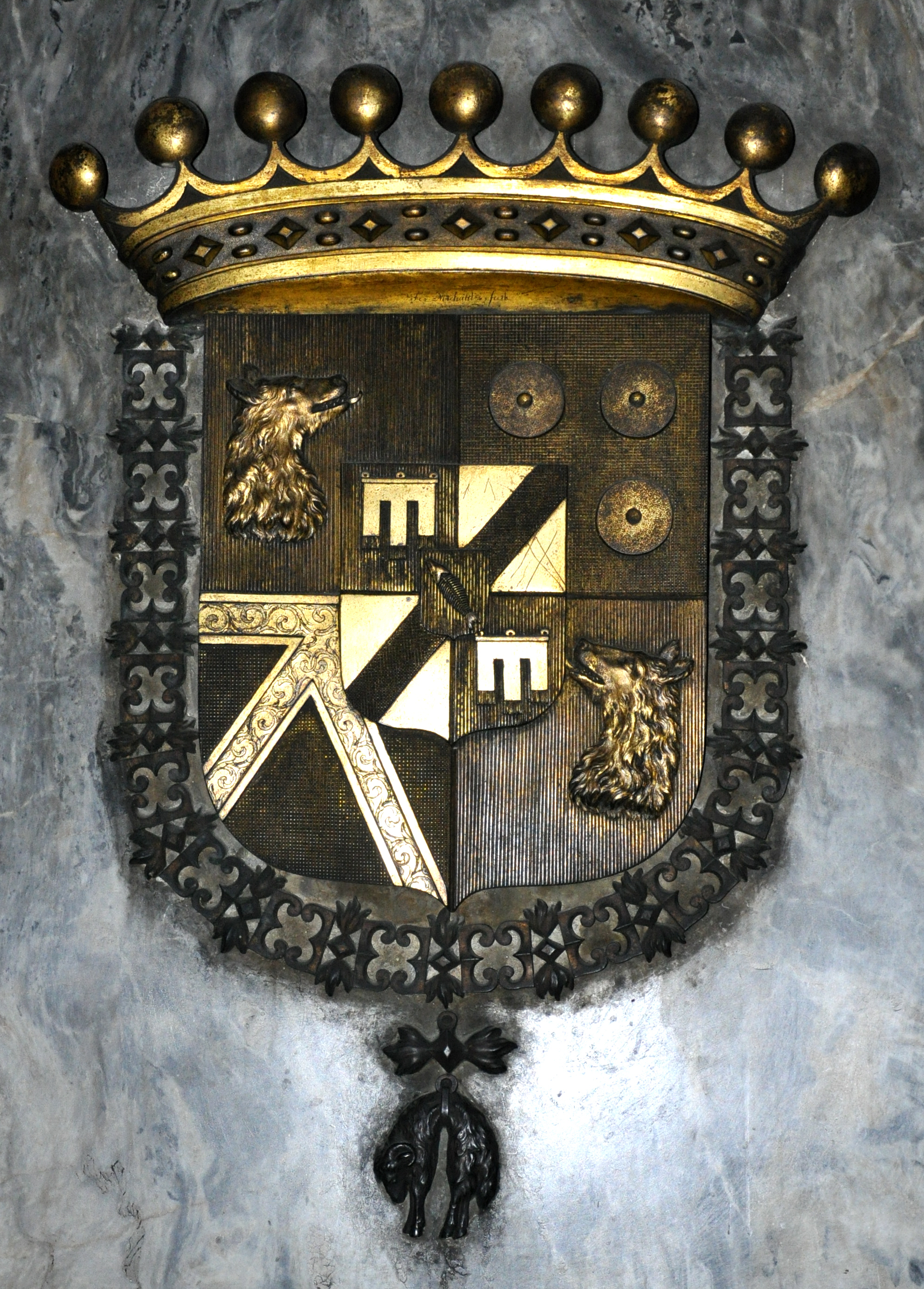
Герб Виндишгрецов в фамильной усыпальнице, Вена

Виндишгрец (нем. Windisch-Grätz) — старинное немецкое название города Словень-Градец в нынешней Словении и владетельных графов, которые правили им в Средние века. C XVII века основной резиденцией этого семейства служил дворцовый комплекс в Тахове.

## История рода
Изначально Виндишгрецы принадлежали к нетитулованному штирийскому дворянству. Первым баронский титул получил Зигфрид (?—1541). В 1551 году баронами были пожалованы оба его сына (Якоб II и Себастьян) и оба сына его троюродного брата (Эразм II и Панкрац; графы с 1557 года) — все взрослые Виндишгрецы мужского пола, от которых пошли четыре линии рода. Самая младшая из них (потомство графа Панкраца) закончилась на его сыновьях и внучках, 2-я вымерла в конце XVII — начале XVIII века. Потомки барона Якоба II в 1682 году стали графами, но в 1828 году и эта линия прервалась.
Таким образом, все ныне живущие Виндишгрецы происходят от графа Эразма II (ок. 1519 — 1573/1575). Его правнук граф Карл Готлиб (1630—1695) сумел повысить престиж рода, дослужившись при Леопольде I до вице-канцлера. В дальнейшем их значение в придворной жизни продолжало возрастать и достигло пика в лице праправнука Карла Готлиба — фельдмаршала Альфреда (цу) Виндишгреца (1787—1862), который руководил подавлением антигабсбургских восстаний 1848—1849 годов. Накануне роспуска Священной Римской империи он был пожалован княжеским титулом и через несколько месяцев медиатизован. Предание приписывает ему кичливое высказывание: «Род людской начинается только с баронов!»
Его внук Альфред III (1851—1927) председательствовал в австрийской Палате господ. В настоящее время эту линию рода возглавляет бездетный князь Антон (род. 1942), его старший брат Альфред (род. 1939) отказался от своих прав в 1966 году.
Младший брат фельдмаршала — граф Верианд фон Виндишгрец (1790—1867) — получил титул князя цу Виндишгрец в 1822 году. Его внучка принцесса Мария (1856—1929) была замужем за герцогом Мекленбург-Шверинским, а внук — принц Отто (1873—1952) — взял в жёны эрцгерцогиню Елизавету Марию, единственную дочь кронпринца Рудольфа. Из их четверых детей младшая, Стефания цу Виндишгрец, скончалась в 2005 году в возрасте 96 лет. Её кузина, Ирма Виндишгрец (1913—1984), была короткое время обручена с режиссёром Лукино Висконти, но замуж вышла за князя Франца фон Вайкерсхайма (1904—1983; из морганатической линии дома Гогенлоэ).